# Ständige Vertretung (Gastronomiebetrieb)

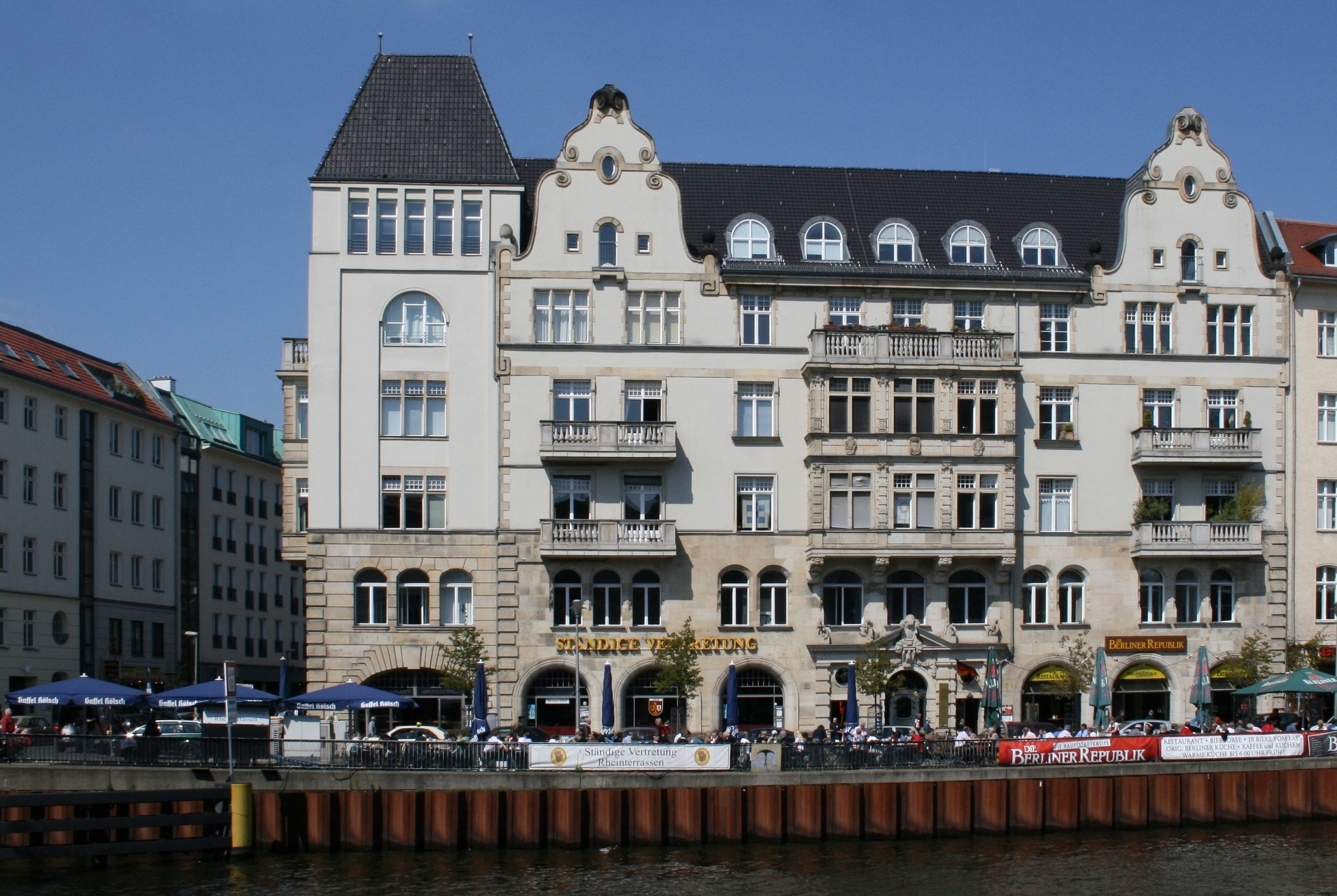
Die Ständige Vertretung in Berlin

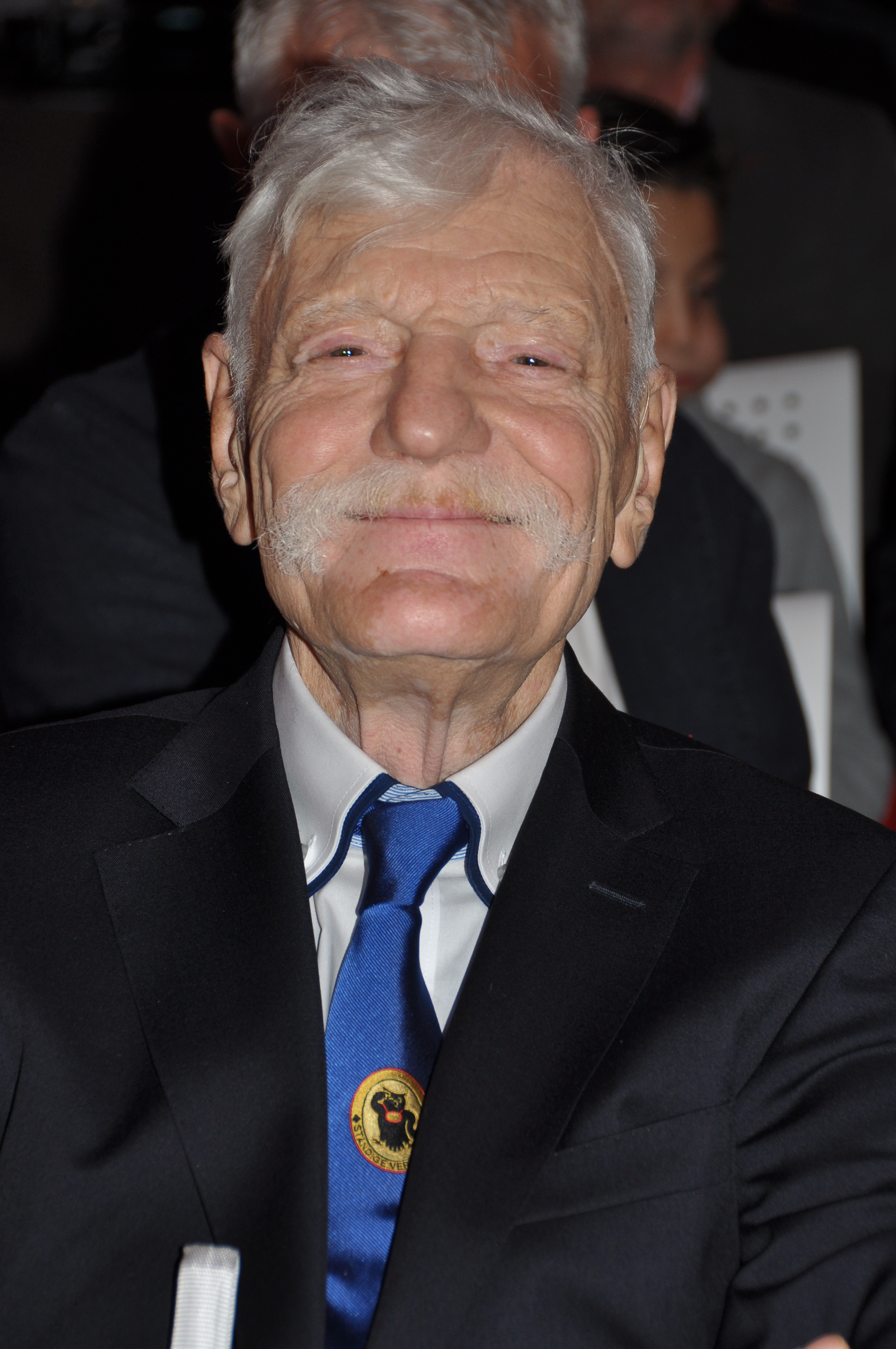
Gründer der StäV: „Friedel“ Drautzburg

Die Ständige Vertretung (kurz StäV) ist ein Restaurationsbetrieb im Berliner Ortsteil Mitte am Schiffbauerdamm (nahe dem westlichen Ausgang des Bahnhofs Friedrichstraße zur Spree). Der Name spielt auf die von 1974 bis zur deutschen Wiedervereinigung 1990 bestehende Ständige Vertretung der Bundesrepublik Deutschland bei der DDR an. Sie ist rundum mit zum Teil plakatgroßen Schnappschüssen von bekannten deutschen Politikern ausgeschmückt.
Einer der Inhaber, Friedhelm „Friedel“ Drautzburg, hatte zuvor seit 1970 die Kneipe Schumann-Klause in der damaligen Bundeshauptstadt Bonn betrieben. Zusammen mit seinem Kompagnon, Harald Grunert, der vorher Grunert’s Nachtcafé in der Bonner Kaiserstraße betrieb, rief er – als Reaktion auf den Hauptstadtbeschluss des Deutschen Bundestages, 1999 von Bonn nach Berlin umzuziehen – zunächst die Kampagne „Ja zu Bonn – Umzug nein“ ins Leben, zog dann jedoch schon 1997 nach Berlin um und gründete dort die Ständige Vertretung. Seit 2017 sind die neuen Eigentümer Jörn Peter Brinkmann und Jan Philipp Bubinger.
Die Kölsch-Kneipe versteht sich als „die“ Vertretung der rheinischen Kultur in Berlin. Von der Privatbrauerei Gaffel, Mitbegründerin der Ständige Vertretung GmbH, wird dieses Konzept unterstützt. Mittlerweile gibt es durch Lizenzvergaben Ständige Vertretungen auch in Bremen (Böttcherstraße), Hannover (Aegidientorplatz) und Köln (Flughafen Köln/Bonn). Von 2004 bis 2009 gab es in Leipzig (Peterssteinweg, Münzblock), bis 2014 in der Kölner Innenstadt (Rheinufer) sowie von 2016 bis 2017 kurzzeitig am Rudolfplatz sowie auf Sylt und in Hamburg ebenfalls eine StäV. Am 31. Oktober 2020 eröffnete eine Filiale im Flughafen Berlin Brandenburg auf der „Luftseite“ hinter der Sicherheitskontrolle; sie ist somit nur für Fluggäste zugänglich.